# Max Weiss
Miksa (Max) Weiss foi um proeminente enxadrista austríaco , bancário e professor do final do Séc. XIX. Aprendeu a jogar xadrez por volta dos 12 anos e começou a competir por volta de 1880 quando seu nível enxadrístico aumentou consideravelmente. Weiss estudou matemática e física vindo posteriormente a lecionar estas matérias. Em 1905 conseguiu um emprego no banco S M von Rothschild em Viena o que o levou a abandonar o xadrez competitivo.
Seus melhores resultados no xadrez foram o primeiro lugar em Graz (1880), empatado em segundo com Blackburne em Frankfurt (1887), terceiro em Breslau (1889), empatado em primeiro com Mikhail Chigorin em Nova Iorque (6º Congresso Americano de Xadrez, 1889) e primeiro em Viena (1890).
O Torneio de xadrez de Nova Iorque de 1889 foi organizado com o intuito de encontrar um desafiante para o campeonato mundial, que tinha como atual Wilhelm Steinitz. Entretanto nem Chigorin, que já havia perdido uma disputa do título, ou Weiss ambicionavam desafiar Steinitz então Isidor Gunsberg que havia ficado em terceiro participou da disputa do título mundial em 1891.

## Principais resultados em torneios
| Data | Local            | Colocação | Observações                                                                                                  |
| ---- | ---------------- | --------- | --- |
| 1887 | Frankfurt 1887   | 2         | Vencido por George Henry Mackenzie, com Joseph Henry Blackburne em terceiro e Curt von Bardeleben em quarto. |
| 1889 | Nova Iorque 1889 | 1         | Com Mikhail Chigorin em segundo, Isidor Gunsberg em terceiro e Joseph Henry Blackburne em quarto.            |